# Kalevi Suoniemi
Kalevi Suoniemi (Tampere, Finlandia, 14 de julio de 1931-ibídem, 17 de junio de 2010) fue un gimnasta artístico finlandés, medallista olímpico de bronce en Melbourne 1956 en el concurso por equipos.

## Carrera deportiva
Su mayor triunfo fue conseguir el bronce en las Olimpiadas de Melbourne 1956 en el concurso por equipos, quedando situados en el podio tras los soviéticos y japoneses, y siendo sus compañeros de equipo: Olavi Laimuvirta, Onni Lappalainen, Berndt Lindfors, Martti Mansikka y Raimo Heinonen.